# 田中寅彦
田中 寅彦（たなか とらひこ、1957年4月29日 - ）は、将棋棋士。高柳敏夫名誉九段門下。大阪府豊中市出身。棋士番号127。棋聖のタイトルを獲得。竜王戦1組通算9期。順位戦A級通算6期。日本将棋連盟理事（2005年5月 - 2009年5月、2011年5月 - 2013年6月）。2012年12月に当時専務理事であった谷川浩司の会長就任に伴い、日本将棋連盟専務理事となり2013年まで務めた。

## 戦績
1976年、プロ入り（四段）。順位戦でC級2組に4年在籍したが、4期目に昇級。1981年度、新人王戦で優勝し、棋戦初優勝。1982年度、早指し新鋭戦と勝ち抜き戦で優勝。この間、順位戦では4年連続で昇級しており、1984年4月1日にA級八段となった。
1984年度、NHK杯で優勝し、これが全棋士参加棋戦での初優勝となる。1986年度、早指し選手権戦で優勝。
1988年、棋聖戦（前期）で南芳一から奪取し、初のタイトル獲得。しかし、同年度後期に中原誠に奪われた。
2022年2月4日、自身の対局日ではなかったものの第80期順位戦C級2組においてまだ2局残した状態で降級点3が確定し、勝ち残り棋戦が終了した時点での引退が決定した。2022年4月15日の竜王戦6組昇級者決定戦で田中悠一五段に敗れ、公式戦全対局を終え引退となった。通算成績は794勝783敗（.5034）。将棋栄誉敢闘賞の800勝に6勝及ばなかった。

## 棋風
全盛期は独創的な序盤戦術により作戦勝ちを収めることが多く、「序盤のエジソン」の異名を持つ。居飛車穴熊の「囲いの固さ重視」、飛車先不突矢倉戦法での「展開のスピード重視」という思想は、その後の序盤戦術の基礎となった。
さらにはそれまで「素人将棋」とされていたウソ矢倉を、後手番での矢倉の斬新な組み方「無理矢理矢倉」としてプロの間で通用する戦法にするなど、将棋の序盤戦術の発展に与えた影響は大きい。それ以外にも、藤井システム対策の串カツ囲いの発案など、積極的に序盤戦術を開拓していった。
「居飛車穴熊」を現代戦法として再編・体系づけてプロ棋士の間に大流行させて本格的な対振り飛車攻略として定着させた。裁判所が認めた「居飛車穴熊戦法の元祖」。
20世紀の将棋の序盤戦術に革新性をもたらし、現代将棋の発展に貢献した。羽生善治は若手棋士だった時代に、日経新聞の「19歳の挑戦」という記事に「田中寅彦八段（当時）の序盤は実に巧みで、私にはない感覚といつも感服させられる。（中略） 序盤の研究は急務と思っている。」と述べていた。研究将棋に対する熱意や真摯な取り組みといった面で、羽生世代へ与えた影響も少なくない。
終盤に関しては、さほど強くはなかった。羽生世代が（田中らが編み出した序盤戦術に学び、それを研究した結果）序盤・終盤の両方が強くなり隆盛して以降はさすがに戦績が振るわなくなった。

## エピソード
- 第57期（1998年度）のB級1組順位戦において、A級昇級候補は、第9局終了時点（残り2局）で、田中（8勝1敗）、田中より順位が下の郷田真隆（7勝2敗）、そして順位が上の南芳一（6勝3敗）の3名に絞られていた。田中としては、上位2名に入り、ライバル同士の直接対決も終わっていたため、残り2局を田中が2連敗、郷田と南が2連勝しない限り、田中のA級復帰は確実と言われており、田中本人も「64分の1の確率」と言っていた。ところが、第10局で田中は敗北、南と郷田は勝利して雲行きが怪しくなってきた。それでも、最終局で、田中負け・郷田勝ち・南勝ちという「8分の1の確率」の出来事が起こりさえしなければ、という状況である。最終第11局でも田中は負け、郷田は勝った。しかし、南が福崎文吾に敗れたため、田中のA級復帰が決まった。冷や汗をかいた田中は、このとき、「福崎君に感謝しないと」と語っている。
- 田中は、羽生善治が若手だった1990年代中期に、彼に勝ち越していた数少ない棋士でもあり、“羽生キラー”と呼ばれていた[注 3]。若手で天才棋士と呼ばれ世の中から注目されるようになっていた羽生を翻弄したことで田中も注目を集め、1996年には『羽生必敗の法則　あなたにも天才が倒せます』が刊行された（表紙には「九段・対羽生勝率8割　田中寅彦 著」とも印刷されていた[5]）。
- 羽生とは公文式のCMで共演しているが、出演のきっかけは、田中が電通の知り合いに羽生の起用を勧めたものであり、羽生の「やっててよかった公文式」、田中の「やってりゃよかった公文式」も、キャッチコピーは田中が発案したものである[6]。
- かつては谷川浩司への強い競争心を隠さず、谷川が名人だった1984年頃に「谷川は強くない」、「あの程度で名人」などの挑発的発言をして注目を集めた。その理由として、彼と同期であり、周囲から谷川を「将来の名人候補」、自身を「将来のA級候補」などと常に比較され続け、相対的に見下げられていたことに悔しさと辛さを味わったためである。その発言直後の1983年度の第2回全日本プロトーナメントで谷川と対戦し、1勝2敗で敗れた。なお、現在ではそうした挑発的な発言は聞かれなくなっており、彼を一目置く立場に変えている。
- 第21期竜王戦第6局の大盤解説会では、△5五銀の妙手で渡辺明竜王が勝つ筋があることに全く気づかず、「羽生名人の勝ちでもうすぐ終わる」と聴衆に断言して、鈴木大介八段が控え室を飛び出して慌てて訂正する一幕もあった[7]。ただし、指された手は△4四歩である。対局結果は70手迄で後手の渡辺竜王の勝ちとなった。
- 現在の研修会制度を立ち上げ、幹事を務めた。制度設立の背景には当時、将棋漫画『5五の龍』で将棋が人気となり、奨励会への受験者が急増したという事情があった。そこで、『5五の龍』への原作協力をしていた田中に対策の白羽の矢がたったものとされている。
- 2022年に非公式戦の新銀河戦が開催。過去の銀河戦優勝（1994年度）の実績により、田中が本戦にエントリーされ、引退決定後の4月2日には、1回戦で藤井聡太竜王との初対局（公式戦では未対局）がネット配信された。局面は田中が優勢に進めていたものの、107手目に駒台の「成銀」を打ってしまったため逆転反則負けとなった[注 4]。
- 2023年8月17日　中原誠、谷川浩司、森内俊之、羽生善治と言う歴代の永世名人達が発起人となった 「田中寅彦九段引退慰労会」を将棋大会と共に開催。　棋聖戦就位式、結婚式を開催した新宿の京王プラザホテルにて行われる。

## 人物
- 大阪出身であるにもかかわらず、「名門である」という理由で関東の高柳一門の門戸を叩いたという。テレビなどでも標準語で解説する。
- ボサボサの長髪に髭を伸ばした和服姿で、升田幸三実力制第四代名人を彷彿させるファッションスタイルを愛用していた時期もあった。
- 経済分野に明るく、NHK総合テレビの経済番組に出演したことがある。また、不動産投資に熱心だった。
- 趣味は草野球とギターと水泳、草野球では日本将棋連盟野球部の監督兼選手として活動、ギターでは駒音コンサートなどで井上陽水などの曲の弾き語りを披露している。水泳は2017年に泳力検定1級に合格。
- 2005年より、日本将棋連盟常務理事。会館、渉外、営業広告、出版、販売などの担当を2期務めるも、2009年の理事選挙で2票差で落選。
- 2011年より、日本将棋連盟常務理事。事業本部を担当。
- 2012年より、日本将棋連盟専務理事。
- 2013年の理事選挙で落選。
- 夫人は元アナウンサー（キューピー３分クッキング等に出演）。テレビ東京の『テレビ将棋対局』に解説者として出演した際に、夫人が同番組のアシスタントをしていたことから知り合い結婚した[8]。息子の田中誠が奨励会に在籍していたが、2007年冬に年齢制限で退会し、囲碁・将棋チャンネルで活動、その後独立。『将棋世界』で「将棋なんでもマーケティング」を連載し、民放やNHKでの将棋番組制作や将棋イベントの情報を発信している。
- 大伯父（祖母の兄）に作家の竹田敏彦[9]。別の叔父に洋画家の都竹伸政[10]。

## 昇段履歴
- 1972年00月00日 ： 6級 = 奨励会入会
- 1974年00月00日 ： 初段
- 1976年06月04日 ： 四段 = プロ入り
- 1981年04月01日 ： 五段（順位戦C級1組昇級）
- 1982年04月01日 ： 六段（順位戦B級2組昇級）
- 1983年04月01日 ： 七段（順位戦B級1組昇級）
- 1984年04月01日 ： 八段（順位戦A級昇級）
- 1994年12月16日 ： 九段（勝数規定／八段昇段後公式戦250勝）[注 5]
- 2022年04月15日 ： 引退（通算1577局、794勝783敗）[3][11]

## 主な成績
通算成績 794勝783敗

### 獲得タイトル
- 棋聖 1期（第52期）

タイトル獲得：合計 1期
タイトル戦登場
- 棋聖：2回（第52期=1988年度前期 - 53期=1988年度後期）

タイトル戦登場 合計 2回

### 一般棋戦優勝
- 新人王戦 1回（第12回）
- 早指し新鋭戦 1回（第1回）
- 勝ち抜き戦（5連勝以上） 1回（第5回）
- NHK杯 1回（第34回）
- 日本将棋連盟杯争奪戦 1回（第17回）
- 早指し将棋選手権 1回（第20回）

合計 6回

### 将棋大賞
- 第4回（1976年度） 新人賞・連勝賞
- 第6回（1978年度） 勝率第一位賞・技能賞
- 第8回（1980年度） 勝率第一位賞
- 第9回（1981年度） 勝率第一位賞・敢闘賞
- 第11回（1983年度） 勝率第一位賞・敢闘賞
- 第16回（1988年度） 技能賞
- 第49回（2021年度） 升田幸三賞特別賞
- 第50回（2022年度） 東京記者会賞

### 在籍クラス
| 開始 年度 | (出典)順位戦出典 | (出典)順位戦出典 | (出典)順位戦出典 | (出典)順位戦出典 | (出典)順位戦出典 | (出典)順位戦出典 | (出典)順位戦出典 | (出典)順位戦出典 | (出典)竜王戦出典 | (出典)竜王戦出典      | (出典)竜王戦出典      | (出典)竜王戦出典      | (出典)竜王戦出典      | (出典)竜王戦出典      | (出典)竜王戦出典      | (出典)竜王戦出典      | (出典)竜王戦出典      | (出典)竜王戦出典      |
| 開始 年度 | 期               | 名人             | A級              | B級              | B級              | C級              | C級              | 0                | 期               | 竜王                  | 1組                   | 2組                   | 3組                   | 4組                   | 5組                   | 6組                   | 決勝 T                |                       |
| 開始 年度 | 期               | 名人             | A級              | 1組              | 2組              | 1組              | 2組              | 0                | 期               | 竜王                  | 1組                   | 2組                   | 3組                   | 4組                   | 5組                   | 6組                   | 決勝 T                |                       |
| --- | ---------------- | ---------------- | ---------------- | ---------------- | ---------------- | ---------------- | ---------------- | ---------------- | ---------------- | --------------------- | --------------------- | --------------------- | --------------------- | --------------------- | --------------------- | --------------------- | --------------------- | --------------------- |
| 1977 | 36               |                  |                  |                  |                  |                  | C228             |                  |                  |                       |                       |                       |                       |                       |                       |                       |                       |                       |
| 1978 | 37               |                  |                  |                  |                  |                  | C211             |                  |                  |                       |                       |                       |                       |                       |                       |                       |                       |                       |
| 1979 | 38               |                  |                  |                  |                  |                  | C203             |                  |                  |                       |                       |                       |                       |                       |                       |                       |                       |                       |
| 1980 | 39               |                  |                  |                  |                  |                  | C202             |                  |                  |                       |                       |                       |                       |                       |                       |                       |                       |                       |
| 1981 | 40               |                  |                  |                  |                  | C117             |                  |                  |                  |                       |                       |                       |                       |                       |                       |                       |                       |                       |
| 1982 | 41               |                  |                  |                  | B217             |                  |                  |                  |                  |                       |                       |                       |                       |                       |                       |                       |                       |                       |
| 1983 | 42               |                  |                  | B112             |                  |                  |                  |                  |                  |                       |                       |                       |                       |                       |                       |                       |                       |                       |
| 1984 | 43               |                  | A 10             |                  |                  |                  |                  |                  |                  |                       |                       |                       |                       |                       |                       |                       |                       |                       |
| 1985 | 44               |                  |                  | B101             |                  |                  |                  |                  |                  |                       |                       |                       |                       |                       |                       |                       |                       |                       |
| 1986 | 45               |                  |                  | B106             |                  |                  |                  |                  |                  |                       |                       |                       |                       |                       |                       |                       |                       |                       |
| 1987 | 46               |                  |                  | B104             |                  |                  |                  |                  | 1                |                       |                       | 2組                   |                       |                       |                       |                       | --                    |                       |
| 1988 | 47               |                  |                  | B105             |                  |                  |                  |                  | 2                |                       |                       | 2組                   |                       |                       |                       |                       | --                    |                       |
| 1989 | 48               |                  | A 09             |                  |                  |                  |                  |                  | 3                |                       | 1組                   |                       |                       |                       |                       |                       | --                    |                       |
| 1990 | 49               |                  |                  | B101             |                  |                  |                  |                  | 4                |                       | 1組                   |                       |                       |                       |                       |                       | --                    |                       |
| 1991 | 50               |                  |                  | B103             |                  |                  |                  |                  | 5                |                       | 1組                   |                       |                       |                       |                       |                       | --                    |                       |
| 1992 | 51               |                  | A 09             |                  |                  |                  |                  |                  | 6                |                       | 1組                   |                       |                       |                       |                       |                       | --                    |                       |
| 1993 | 52               |                  | A 06             |                  |                  |                  |                  |                  | 7                |                       | 1組                   |                       |                       |                       |                       |                       | --                    |                       |
| 1994 | 53               |                  | A 06             |                  |                  |                  |                  |                  | 8                |                       | 1組                   |                       |                       |                       |                       |                       | --                    |                       |
| 1995 | 54               |                  |                  | B102             |                  |                  |                  |                  | 9                |                       | 1組                   |                       |                       |                       |                       |                       | --                    |                       |
| 1996 | 55               |                  |                  | B103             |                  |                  |                  |                  | 10               |                       | 1組                   |                       |                       |                       |                       |                       | --                    |                       |
| 1997 | 56               |                  |                  | B105             |                  |                  |                  |                  | 11               |                       | 1組                   |                       |                       |                       |                       |                       | --                    |                       |
| 1998 | 57               |                  |                  | B104             |                  |                  |                  |                  | 12               |                       |                       | 2組                   |                       |                       |                       |                       | --                    |                       |
| 1999 | 58               |                  | A 10             |                  |                  |                  |                  |                  | 13               |                       |                       | 2組                   |                       |                       |                       |                       | --                    |                       |
| 2000 | 59               |                  | A 07             |                  |                  |                  |                  | 2-7              | 14               |                       |                       | 2組                   |                       |                       |                       |                       | --                    |                       |
| 2001 | 60               |                  |                  | B102             |                  |                  |                  | 7-5              | 15               |                       |                       |                       | 3組                   |                       |                       |                       | --                    |                       |
| 2002 | 61               |                  |                  | B105             |                  |                  |                  | 6-5              | 16               |                       |                       |                       | 3組                   |                       |                       |                       | --                    |                       |
| 2003 | 62               |                  |                  | B106             |                  |                  |                  | 4-8              | 17               |                       |                       |                       |                       | 4組                   |                       |                       | --                    |                       |
| 2004 | 63               |                  |                  | B110             |                  |                  |                  | 3-9              | 18               |                       |                       |                       |                       | 4組                   |                       |                       | --                    |                       |
| 2005 | 64               |                  |                  |                  | B201             |                  |                  | 5-5              | 19               |                       |                       |                       |                       | 4組                   |                       |                       | --                    |                       |
| 2006 | 65               |                  |                  |                  | B212             |                  |                  | 4-6              | 20               |                       |                       |                       |                       | 4組                   |                       |                       | --                    |                       |
| 2007 | 66               |                  |                  |                  | B215x            |                  |                  | 2-8              | 21               |                       |                       |                       |                       | 4組                   |                       |                       | --                    |                       |
| 2008 | 67               |                  |                  |                  | B223*            |                  |                  | 8-2              | 22               |                       |                       |                       |                       | 4組                   |                       |                       | --                    | }                     |
| 2009 | 68               |                  |                  |                  | B203+            |                  |                  | 4-6              | 23               |                       |                       |                       | 3組                   |                       |                       |                       | --                    |                       |
| 2010 | 69               |                  |                  |                  | B213x            |                  |                  | 2-8              | 24               |                       |                       |                       | 3組                   |                       |                       |                       | --                    |                       |
| 2011 | 70               |                  |                  |                  | B224*x           |                  |                  | 3-7              | 25               |                       |                       |                       | 3組                   |                       |                       |                       | --                    |                       |
| 2012 | 71               |                  |                  |                  |                  | C101             |                  | 4-6              | 26               |                       |                       |                       |                       | 4組                   |                       |                       | --                    |                       |
| 2013 | 72               |                  |                  |                  |                  | C119             |                  | 4-6              | 27               |                       |                       |                       |                       |                       | 5組                   |                       | --                    |                       |
| 2014 | 73               |                  |                  |                  |                  | C125             |                  | 5-5              | 28               |                       |                       |                       |                       |                       |                       | 6組                   | --                    |                       |
| 2015 | 74               |                  |                  |                  |                  | C116             |                  | 3-7              | 29               |                       |                       |                       |                       |                       |                       | 6組                   | --                    |                       |
| 2016 | 75               |                  |                  |                  |                  | C130             |                  | 4-6              | 30               |                       |                       |                       |                       |                       |                       | 6組                   | --                    |                       |
| 2017 | 76               |                  |                  |                  |                  | C126x            |                  | 3-7              | 31               |                       |                       |                       |                       |                       |                       | 6組                   | --                    |                       |
| 2018 | 77               |                  |                  |                  |                  | C134*x           |                  | 3-7              | 32               |                       |                       |                       |                       |                       |                       | 6組                   | --                    |                       |
| 2019 | 78               |                  |                  |                  |                  |                  | C202x            | 2-8              | 33               |                       |                       |                       |                       |                       |                       | 6組                   | --                    |                       |
| 2020 | 79               |                  |                  |                  |                  |                  | C244*x           | 2-8              | 34               |                       |                       |                       |                       |                       |                       | 6組                   | --                    |                       |
| 2021 | 80               |                  |                  |                  |                  |                  | C249**x          | 1-9              | 35               |                       |                       |                       |                       |                       |                       | 6組                   | --                    |                       |
| 2022 |                  |                  |                  |                  |                  |                  |                  | F編              |                  | 2022年4月15日付で引退 | 2022年4月15日付で引退 | 2022年4月15日付で引退 | 2022年4月15日付で引退 | 2022年4月15日付で引退 | 2022年4月15日付で引退 | 2022年4月15日付で引退 | 2022年4月15日付で引退 | 2022年4月15日付で引退 |
| 順位戦、竜王戦の 枠表記 は挑戦者。右欄の数字は勝-敗(番勝負/PO含まず)。 順位戦の右数字はクラス内順位 ( x当期降級点 / *累積降級点 / +降級点消去 ) 順位戦の「F編」はフリークラス編入 /「F宣」は宣言によるフリークラス転出。 竜王戦の 太字 はランキング戦優勝、竜王戦の 組(添字) は棋士以外の枠での出場。 |                  |                  |                  |                  |                  |                  |                  |                  |                  |                       |                       |                       |                       |                       |                       |                       |                       |                       |

## 表彰
- 2000年10月00日 - 通算600勝達成（将棋栄誉賞、史上24人目）[15][注 5]
- 2001年11月00日 - 勤続25年表彰[16]
- 2009年01月16日 - 通算700勝達成（史上21人目）[15][17]
- 2016年11月00日 - 勤続40年表彰 [18]

## 日本将棋連盟 役員
- 2005年 - 日本将棋連盟 常務理事
- 2007年 - 日本将棋連盟 常務理事
- 2011年 - 日本将棋連盟 常務理事
- 2012年 - 日本将棋連盟 専務理事

## 主な著書

### 書籍
- 田中寅彦の居飛車穴熊入門（1984年1月、日東書院本社、ISBN 978-4-528-00485-6）
- 田中寅彦の実戦・詰め将棋—これであなたは確実に強くなる（1986年3月、ナツメ社、ISBN 978-4-816-30572-6）
- 田中流 鉄壁居飛車穴熊（1986年5月、筑摩書房、ISBN 978-4-480-67006-9）
- 田中寅彦のスーパー詰将棋（1988年6月、大泉書店、ISBN 978-4-278-08163-3）
- 今すぐマイホームを獲得する本—不動産トレンドの「先の先」を読む（1989年3月、かんき出版、ISBN 978-4-761-25258-8）
- 将棋界の超新人類 これがチャイルドブランドだ!（1989年5月、池田書店、ISBN 978-4-262-10182-8）
- 寅ちゃん流上達法—なかなか強くなれないと悩んでいる人へ （1993年8月、日本将棋連盟、ISBN 978-4-819-70113-6）
- 後手無理矢理矢倉—矢倉はエジソンに聞け!（1995年5月、毎日コミュニケーションズ、ISBN 978-4-895-63631-5）
- 羽生善治　神様が愛した青年（1996年3月、ベストセラーズ、ISBN 4-584-19128-X）
- 羽生必敗の法則　あなたにも天才が倒せます（1996年9月、ワニブックス、ISBN 4-8470-1218-6）
- 頭脳の鍛えかた : プロ棋士による右脳活性法（1997年2月、ベストセラーズ、ISBN 4-5840-1006-4)

- 超過激!トラトラ新戦法—ぶっちきりで勝つ（1999年12月、日本将棋連盟、ISBN 978-4-819-70360-4）
- 百人の棋士、この一手（2000年9月、東京書籍、ISBN 4-487-79610-5）
- 実戦居飛車穴熊戦法—必殺!振り飛車破り（2001年5月、創元社、ISBN 978-4-422-75077-4）
- 居飛車穴熊戦法 アマの将棋ここが悪い！(2001年9月、創元社、ISBN 978-4-422-75045-3）
- 羽生善治 進化し続ける頭脳（2002年8月、小学館、ISBN 978-4-094-03046-4）
- 将棋界の真相（2004年11月、河出書房新社、ISBN 4-309-26796-3）

### ゲーム監修
- 田中寅彦のウル寅流将棋 居飛車穴熊編（プレイステーション用ソフト、1999年、アークシステムワークス）

### 漫画監修
- 365歩のユウキ!!!（2002年、作画：西条真二、小学館）

- ドラえもんの学習漫画シリーズ｢はじめての将棋｣（2020年、原画：藤子・F・不二雄、小学館）